# Al Madan (huyện)
Huyện Al Madan là một huyện thuộc tỉnh Amran, Yemen. Đến thời điểm năm 2003, huyện này có dân số 26955 người